# Batalha (kommun i Brasilien, Alagoas, lat -9,73, long -37,09)
Batalha är en kommun i Brasilien.   Den ligger i delstaten Alagoas, i den östra delen av landet, 1 400 kilometer nordost om huvudstaden Brasília. Antalet invånare är 17 076. Arean är 321 kvadratkilometer.
Terrängen i Batalha är platt åt nordväst, men åt sydost är den kuperad.
Följande samhällen finns i Batalha:
- Batalha

Omgivningarna runt Batalha är huvudsakligen savann. Runt Batalha är det ganska glesbefolkat, med 48 invånare per kvadratkilometer.